# HMS Unicorn (I72)
El HMS Unicorn (I72), era un portaaviones de mantenimiento que ocasionalmente, actuó como portaaviones de flota ligero durante la Segunda Guerra Mundial y durante la Guerra de Corea.

## Historial
Su construcción comenzó en 1939, en los astilleros de Harland and Wolff, en Belfast, Irlanda y fue dado de alta el 12 de marzo de 1943. Fue construido como portaaviones de mantenimiento o apoyo a otras unidades de portaaviones. Alcanzaba una velocidad de 24 nudos y transportaba hasta 36 aviones. Contaba con Cubierta corrida completa, hangar y taller para reparaciones, así como una buena capacidad de transporte de combustible. 
Apoyó las operaciones anfibias en Salerno en 1943. Prestó apoyo logístico al resto de la flota en el Océano Pacífico de 1944 en adelante, pasó a la reserva en 1946, aunque fue reactivado en 1949 durante la guerra de Corea, para volver a la reserva en 1953, fue vendido para desguace en 1960. 